# Domingo Perurena
Domingo Perurena Tellechea (Oiartzun, 15 december 1943 – San Sebastián, 8 juni 2023) was een Spaans wielrenner die respectievelijk voor de wielerploegen van Fagor, KAS en Teka uitkwam. Na zijn wielercarriere was hij onder andere ploegleider bij de ploegen van Teka, Orbea en Euskaltel-Euskadi.
In 1965 won hij als amateur zilver op het WK wegwielrennen op het onderdeel 100 km ploegentijdrit. Hetzelfde jaar won hij de achtste etappe in de Tour de l'Avenir. Hij nam aan 24 Grote Rondes deel, veertien keer (opeenvolgend) aan de Ronde van Spanje en vijf keer aan de Ronde van Italië en Ronde van Frankrijk. Hij behaalde 158 zeges, waarvan 139 in UCI-wedstrijden.
Hij overleed na een ziekbed op 79-jarige leeftijd.

## Belangrijkste overwinningen
1966
Bordeaux-Saintes
4e etappe Eibarko Bizikleta
18e etappe Ronde van Spanje
Subida al Naranco
1967
4e etappe Vuelta al Levante
8e etappe Vuelta al Levante
3e etappe Catalaanse Week
5e etappe Catalaanse Week
Eindklassement Catalaanse Week
3e etappe Eibarko Bizikleta
2e etappe Ronde van Spanje
1968
6e etappe Catalaanse Week
2e etappe Eibarko Bizikleta
10e etappe Ronde van Spanje
3e etappe Ronde van Catalonië
3e etappe Ronde van La Rioja
1969
7e etappe Vuelta al Levante
5e etappe Ronde van het Baskenland
4e etappe Ronde van Spanje
Gran Premio de Llodio
Etappe 1b Ronde van Catalonië
2e etappe Ronde van La Rioja
Etappe 3b Ronde van La Rioja
1970
4e etappe Ronde van het Baskenland
4e etappe Ronde van de Oise
Etappe 2b Ronde van La Rioja
Gran Premio de Llodio
1971
4e etappe Vuelta al Levante
Klasika Primavera
Prueba Villafranca de Ordizia
6e etappe Ronde van Italië
1e etappe Ronde van Catalonië
2e etappe Ronde van Catalonië
1972
4e etappe Ruta del Sol
5e etappe Ruta del Sol
3e etappe Vuelta al Levante
Eindklassement Vuelta al Levante
4e etappe Ronde van het Baskenland
5e etappe Ronde van het Baskenland
3e etappe Ronde van Spanje
10e etappe Ronde van Spanje
Puntenklassement Ronde van Spanje
2e etappe Ronde van Asturië
3e etappe Ronde van Asturië
Etappe 5a Ronde van Asturië
Prueba Villafranca de Ordizia
Gran Premio de Llodio
1e etappe Ronde van Catalonië
Etappe 2a Ronde van Catalonië
3e etappe Ronde van Catalonië
1973
5e etappe Vuelta al Levante
3e etappe Ronde van het Baskenland
5e etappe Ronde van het Baskenland
GP Navarra
13e etappe Ronde van Spanje
7e etappe Ronde van Zwitserland
Spaans kampioen op de weg, Elite
1e etappe Ronde van Catalonië
5e etappe Ronde van Catalonië
Eindklassement Ronde van Catalonië
1974
1e etappe Ronde van het Baskenland
2e etappe Ronde van het Baskenland
3e etappe Ronde van het Baskenland
Etappe 4a Ronde van het Baskenland
Puntenklassement Ronde van het Baskenland
5e etappe Ronde van Spanje
7e etappe Ronde van Spanje
Etappe 8b Ronde van Spanje (TTT)
Puntenklassement Ronde van Spanje
Proloog Ronde van Aragon (TTT)
Etappe 3b Ronde van Aragon
Proloog Critérium du Dauphiné Libéré (TTT)
Etappe 1a Critérium du Dauphiné Libéré
Puntenklassement Critérium du Dauphiné Libéré
Etappe 2a Ronde van Asturië
Bergklassement Ronde van Frankrijk
1e etappe Ronde van Catalonië
Etappe 3a Ronde van Catalonië
Puntenklassement Ronde van Catalonië
1e etappe Ronde van Colombia
1975
2e etappe Ruta del Sol
3e etappe Ruta del Sol
4e etappe Vuelta al Levante
5e etappe Catalaanse Week
13e etappe Ronde van Spanje
Etappe 7a Ronde van Italië
Spaans kampioen op de weg, Elite
5e etappe Ronde van Nederland
Proloog Ronde van Catalonië
Etappe 1a Ronde van Catalonië
6e etappe Ronde van Catalonië
Puntenklassement Ronde van Catalonië
1976
1e etappe Vuelta al Levante
4e etappe Ronde van het Baskenland
3e etappe Ronde van Asturië
Etappe 6a Ronde van Asturië
Prueba Villafranca de Ordizia
1977
Gran Premio de Valencia
3e etappe Vuelta al Levante
3e etappe Ronde van La Rioja (TTT)
1978
Klasika Primavera
7e etappe Ronde van Spanje
19e etappe Ronde van Spanje

## Resultaten in voornaamste wedstrijden
| Jaar | Ronde van Italië | Ronde van Frankrijk | Ronde van Spanje |
| ---- | ---------------- | ------------------- | ---------------- |
| 1966 |                  | 18e                 | 12e (1)          |
| 1967 |                  |                     | opgave (1)       |
| 1968 |                  |                     | 24e (1)          |
| 1969 |                  | 38e                 | 23e (1)          |
| 1970 |                  | 90e                 | opgave           |
| 1971 | 34e (1)          |                     | 16e              |
| 1972 | opgave           |                     | 6e (2)           |
| 1973 | 37e              |                     | 44e (1)          |
| 1974 |                  | 44e                 | 5e (2)           |
| 1975 | 41e (1)          |                     | ↑ (1)            |
| 1976 |                  | 71e                 | 17e              |
| 1977 | 52e              |                     | 4e               |
| 1978 |                  |                     | 22e (2)          |
| 1979 |                  |                     | opgave           |

| Jaar | Milaan-San Remo | Parijs-Tours |  | WK op de weg |  | Wereldranglijsten |
| ---- | --------------- | ------------ |  | ------------ |  | ----------------- |
| 1966 |                 |              |  |              |  |                   |
| 1967 |                 |              |  |              |  |                   |
| 1968 | 50e             |              |  |              |  |                   |
| 1969 |                 |              |  |              |  |                   |
| 1970 |                 |              |  | 63e          |  |                   |
| 1971 |                 | 82e          |  | 25e          |  |                   |
| 1972 | 7e              | 13e          |  | 14e          |  |                   |
| 1973 | 29e             | 51e          |  |              |  |                   |
| 1974 | 26e             |              |  | 8e           |  |                   |
| 1975 |                 |              |  | 24e          |  | 21e (SPP)         |

Biville ·
Briend ·
Cadiou ·
Campaner ·
Chappe ·
Dupuch ·
Errandonea ·
Genet ·
Goossens ·
Grelin ·
Guimard ·
Harrison ·
Hiddinga ·
Janssens ·
Jourden ·
Labourdette ·
Matignon ·
Ménard ·
Mourioux ·
Peelman ·
Perin · 
Perurena ·
Pommier · 
Poulidor ·
Proust ·
Rabaute ·
Van Lancker ·
Van Roosbroeck ·
Wolfshohl
Cedena ·
Dejonckheere ·
Esparza · 
Fernández ·
García · 
González ·
Antoine Gutierrez ·
Miguel Gutiérrez · 
Kraft ·
López ·
Oliva ·
Perurena · 
Pesarrodona ·
Pomar ·
Rodríguez ·
Sanders ·
Tinchella ·
Viejo
- Gemeinsame Normdatei: 129250627X
- Virtual International Authority File: 7436168740925679530008